# Anurophorus utahensis
Anurophorus utahensis är en urinsektsart som först beskrevs av John L. Wray 1958.  Anurophorus utahensis ingår i släktet Anurophorus och familjen Isotomidae. Inga underarter finns listade i Catalogue of Life.